# Henri Sannier
Pour les articles homonymes, voir Sannier.
Henri Sannier est un journaliste et animateur de télévision français, né le 7 septembre 1947 à Puteaux.

## Biographie

### Origines et formation
Fils d'André Sannier, inspecteur commercial, et de Raymonde Baleyte, Henri Sannier effectue ses études au lycée d'Abbeville, puis est diplômé de l'ESJ Paris, en 1968.

### Carrière
De 1975 à 1986, Henri Sannier dirige la rédaction de Caen de France 3 Normandie. De 1986 à 1987, il crée et présente le 19/20 sur FR3.
Il présente ensuite le Journal de 20 heures d'Antenne 2 du 7 septembre 1987 à septembre 1988 et, de nouveau, de septembre 1990 à septembre 1992 en alternance avec Bruno Masure. Puis, il présente le Journal de 13 heures d'Antenne 2 seul, puis en duo avec Laurence Piquet de septembre 1992 (date où la chaîne susmentionnée devient France 2) jusqu'en septembre 1993, et de nouveau en solo jusqu'au 4 février 1994 ; il s'occupe également de Tout le sport spécial coupe du monde de Football en 1994 aux États-Unis puis du Soir 3, le journal de la fin de soirée de France 3, de novembre 1994 jusqu'en octobre 1997.
En outre, il est le directeur de la rédaction nationale de France 3 du 7 février 1994 au 15 septembre 1997 puis le 19/20 qui remplace Elise Lucet pour le joker de mars à octobre 1994.
Du 13 octobre 1997 au 7 septembre 2017, Henri Sannier est le rédacteur en chef et présentateur de Tout le sport sur France 3, émission pour laquelle il est récompensé en 2001 du Sept d’or de la meilleure émission sportive. Il est également directeur délégué de la rédaction des sports de France Télévisions.
Passionné de cyclisme, il commente les Tours de France 2005 (avec Laurent Jalabert) et 2006 (avec Laurent Fignon). Le 15 mai 2007, Henri Sannier apprend qu'il ne devrait pas commenter le Tour de France 2007. Toutefois, il accepte de présenter Avant le Tour qui précède le départ de l'étape, le Journal du Tour à 20 h 10, et les retransmissions du début de l'après-midi vers 14 h. C'est Thierry Adam qui remplace Henri Sannier, aux côtés de Laurent Fignon puis Laurent Jalabert.
Après avoir présenté son ultime émission, il prend sa retraite le 7 septembre 2017 et cède la présentation en semaine de Tout le sport à Thomas Thouroude. Il quitte définitivement France Télévisions en octobre 2017.

### Élu local
Henri Sannier est maire de la commune d'Eaucourt-sur-Somme depuis 1977. Il succède à ce poste à son père, maire de la commune de 1953 à 1977. De 2018 à 2020, il est conseiller communautaire délégué au développement de l'économie touristique de la communauté d'agglomération de la Baie de Somme. Depuis 2020, il est 7e vice-président de la communauté d'agglomération chargé du tourisme.
Il est également président de l'association du Festival de l'oiseau et de la nature.

### Santé
En février 2020, alors à la retraite depuis trois ans, Henri Sannier est victime d'un accident de vélo, percuté par un automobiliste après avoir grillé un stop. Les médecins lui diagnostiquent une polyradiculonévrite chronique qui le laisse paraplégique. Grâce à l'aide de sa femme Sylviane, il réussit à réapprendre à marcher. Ce combat contre la maladie fera l'objet d'un livre dans lequel il expose les principes de sa combativité.

## Publications
En juin 2006, il publie un essai en collaboration avec Emmanuel Galiero : Les Histoires secrètes du Tour de France.
Le 13 août 2020, il publie aux éditions Hoëbeke Les Seigneurs de la route. Cet ouvrage fait le portrait de quarante cyclistes qui ont marqué leur discipline.
Le 5 février 2025, il publie aux éditions du Rocher Le jour où j'ai réappris à marcher, ouvrage dans lequel il relate son combat contre la maladie.

## Récompenses et distinctions
En 2016, il reçoit le prix de la carrière décerné par l'Association des écrivains sportifs. Cette distinction récompense une personnalité qui, tout au long de sa carrière, par ses écrits ou par ses travaux, a apporté une contribution importante au sport, à sa diffusion et son retentissement.